# Chambre de commerce et d'industrie de région Champagne-Ardenne
La chambre de commerce et d'industrie de région Champagne-Ardenne a son siège à Châlons-en-Champagne au 10, rue Chastillon.

## Mission
À ce titre, elle est un organisme chargé de représenter les intérêts des entreprises commerciales, industrielles et de services de Champagne-Ardenne et de leur apporter certains services. Elle mutualise et coordonne les actions des cinq CCI de Champagne-Ardenne.
Comme toutes les CRCI, elle est placée sous la tutelle du préfet de région représentant le ministère chargé de l'industrie et le ministère chargé des PME, du Commerce et de l'Artisanat.

### Service aux entreprises
- Création, transmission, reprise d'entreprises ;
- Environnement et développement durable ;
- Innovation ARIST ;
- Intelligence économique ;
- Appui aux mutations ;
- Services aux entreprises ;
- Services à la personne.
- Appui à l’international ;
- Aménagement et développement du territoire ;
- Observatoire économique régional ;
- Observatoire permanent de l'emploi et des qualifications OPEQ ;
- Formation et emploi ;

## CCI en faisant partie
- chambre de commerce et d'industrie des Ardennes
- chambre de commerce et d'industrie de Troyes et de l'Aube
- chambre de commerce et d'industrie Moselle Métropole Metz
- chambre de commerce et d'industrie Meuse-Haute-Marne
- chambre de commerce et d’industrie Marne en Champagne
- chambre de commerce et d'industrie Grand Nancy Métropole Meurthe-et-Moselle
- chambre de commerce et d'industrie des Vosges
- chambre de commerce et d'industrie Alsace Eurométropole

## Historique
24 février 1965 : Arrêté de création de la chambre.

## Pour approfondir